# 河濱路 (從化區)
23°39′26″N 113°28′13″E / 23.657253°N 113.4702235°E
河濱路是中國廣東廣州的西南-東北走向主幹道，在從化街口及温泉鎮地區。西南邊從廣場路及從城大道交界開始，一直到東北方的935縣道。形状為S形。全長7760米，寬24米，雙向4車道。雖路分为南、北兩條，但南北分界有欄杆分隔，无法直行及左轉。

## 名字历史
此路臨近流溪河西邊因而得名河濱路。该路是1949年后逐步兴建的路。

## 河濱路的南北道路
- 河濱南路：從廣場路及從城大道交界開始，到新城東路的街口大橋。
- 河濱北路：從新城東路的街口大橋開始，到935縣道。

## 途經道路
從南到北，粗字为主幹道：
- 從城大道
- 府前路
- 建設路
- 喬安路
- 鳳儀東路
- 碧溪路
- 中田東路
- 新城東路、街口大橋
- 西寧東路
- 東成路
- 向陽南路
- 盛景南路
- 從化大道
- 迎賓大橋
- 935縣道